# Dibunus gracilis
Dibunus gracile is een hooiwagen uit de familie Epedanidae. De originele naamcombinatie (protoniem) was Triacudorsum gracile  Roewer, 1912. Een volgende naamrecombinatie werd gepubliceerd als Dibunus gracilis (Roewer, 1912) in Goodnight & Goodnight 1957. (Een alternatieve spelling in sommige online bronnen was "Dibunus gracile", maar blijkbaar niet overgenomen in taxonomische publicaties). Deze latere spelling kan als technisch onjuist worden beschouwd (spellingvariant).